# Francesc Alemany i Martínez
Francesc Alemany i Martínez (Palafolls, 27 de Març de 1973) és un geògraf català.
Va començar la seva carrera professional vinculat a l'àmbit educatiu com a docent a l'Educació Secundària i, posteriorment, com a professor associat de Geografia física aplicada a la Universitat de Girona del 2000 al 2006.
L'any 1999 crea, conjuntament amb el seu soci, la consultora territorial ATC-SIG SL en la qual desenvolupà tasques de consultor i gerent fins a l'any 2018 en què l'empresa és absorbida per Audifilm Consulting SLU, empresa del sector informàtic especialitzada en l'administració pública. A partir d'aleshores, esdevé CEO de la companyia.
Militant d'Esquerra Republicana de Catalunya des d'inicis dels 2000 i vinculat a la secció local del partit a Palafolls. El 2011 es va convertir en Regidor de l'Ajuntament de Palafolls com a cap de llista. Va desenvolupar la seva tasca a l'oposició primer amb 2 regidors i, posteriorment, amb 4. Després de 2 legislatures com a cap de llista del partit, en la seva tercera candidatura a les eleccions municipals celebrades el 26 de Maig de 2019, es va convertir en alcalde. Una victòria per majoria absoluta que va suposar un canvi al poble després de 36 anys de govern socialista amb Valentí Agustí i Bassa al capdavant.